# 科斯塔·佩罗维奇
科斯塔·佩罗维奇（1985年2月19日—），生于奥西耶克，塞尔维亚男子篮球运动员。他曾代表塞尔维亚和黑山、塞尔维亚参加2006年和2010年国际篮联世界锦标赛。